# Belowo

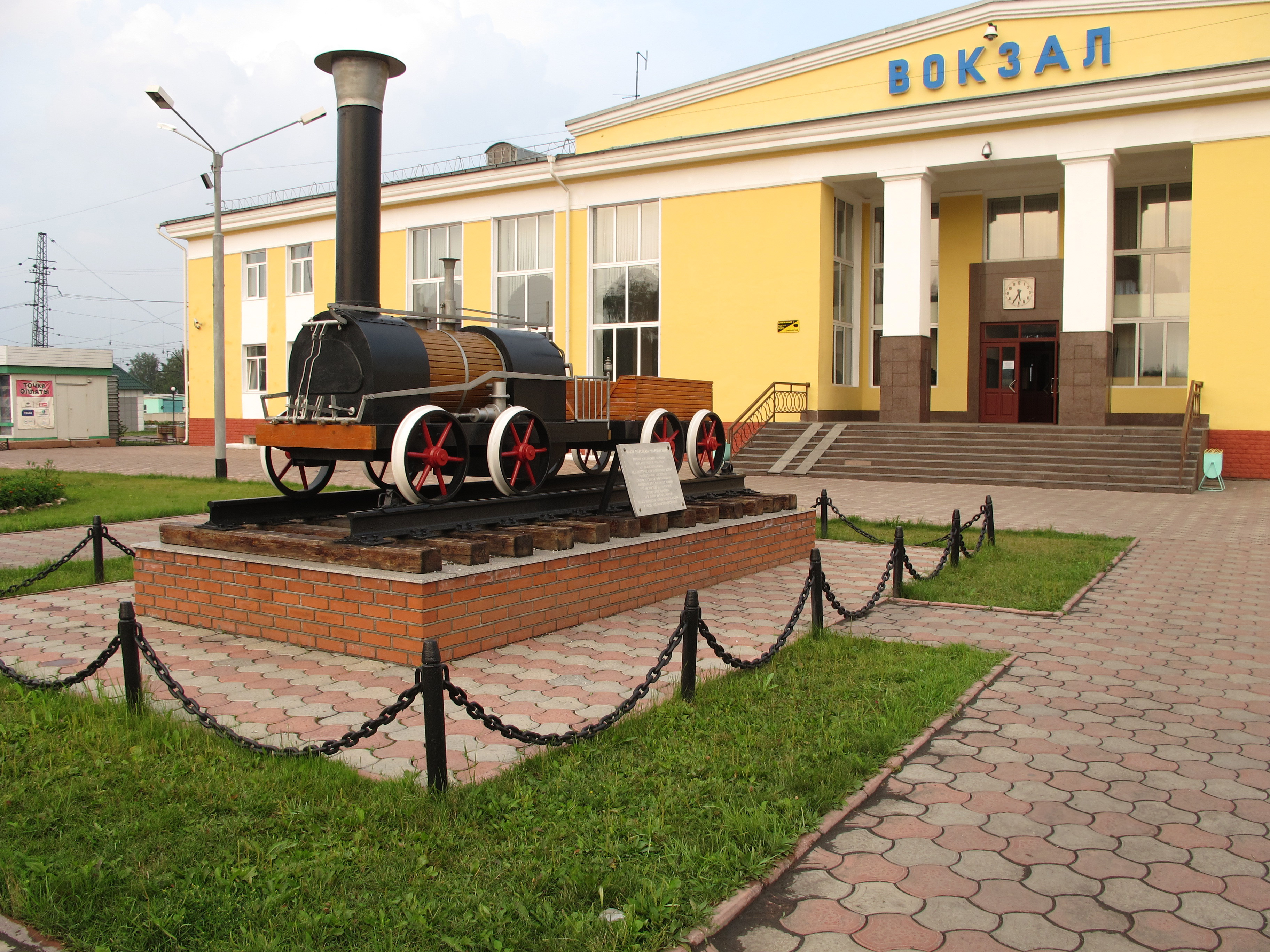
Bahnhof Belowo

Belowo (russisch Бело́во) ist eine Stadt in der russischen Oblast Kemerowo (Westsibirien) mit 76.764 Einwohnern (Stand 14. Oktober 2010).

## Geografie
Die Stadt liegt im Westen des Zentralteils des Kusbass, etwa 150 km südlich der Oblasthauptstadt Kemerowo, am Fluss Batschat, einem Nebenfluss der Inja. Das Klima ist kontinental.
Die Stadt Belowo ist Verwaltungszentrum des gleichnamigen Rajons Belowo, gehört aber selbst nicht zum Rajon, sondern bildet einen eigenständigen Stadtkreis. Zum Stadtkreis gehören neben der Stadt vier Siedlungen städtischen Typs sowie zwei Dörfer, sodass die Gesamtbevölkerung des Stadtkreises Belowo 134.512 beträgt. Die Siedlungen städtischen Typs sind:
- Batschatski (14.402)
- Gramoteino (12.996)
- Inskoi (12.590)
- Nowy Gorodok (15.750)

Die seit 1953 zu Belowo gehörende Siedlung Krasnobrodski wurde 2006 in einen selbständigen Stadtkreis ausgegliedert.

## Geschichte
Ein Dorf namens Belowo wurde erstmals 1726 erwähnt, benannt nach dem geflohenen Leibeigenen Fjodor Below, der sich hier am Ufer des Batschat ansiedelte. 1855 begann der Steinkohlenabbau. 1938 erhielt der Ort Stadtrecht.

### Bevölkerungsentwicklung
| Jahr | Einwohner |
| ---- | --------- |
| 1939 | 43.310    |
| 1959 | 106.894   |
| 1970 | 108.209   |
| 1979 | 111.819   |
| 1989 | 93.108    |
| 2002 | 82.425    |
| 2010 | 76.764    |

Anmerkung: Volkszählungsdaten

## Wirtschaft und Infrastruktur
Belowo ist eines der Industriezentren des Kusbass mit Steinkohlenindustrie, Maschinenbau, Baustoffwirtschaft. Nahe Inskoi befindet sich das Wärmekraftwerk Belowo (Беловская ГРЭС).
Die Stadt liegt an der Eisenbahnstrecke Nowosibirsk – (bzw. Kemerowo –) Nowokusnezk. Hier zweigt eine Nebenstrecke nach Gurjewsk und Salair ab.

## Söhne und Töchter der Stadt
- Wiktor Mamatow (1937–2023), Biathlet und Olympiasieger
- Alexander Rasborow (* 1963), Informatiker und Mathematiker
- Jewgeni Petrow (* 1978), Radrennfahrer
- Roman Konstantinow (* 1983), Gewichtheber[2]
- Jewgeni Rybakow (* 1985), Langstreckenläufer
- Danil Jurtaikin (* 1997), Eishockeyspieler